# Olimpiada szachowa 2014
| 41. Olimpiada Szachowa Tromsø 2014 |
|                                    |
| 2012 2016                          |

41. Olimpiada Szachowa 2014 (zarówno w konkurencji kobiet, jak i mężczyzn) została rozegrana w Tromsø w dniach od 1 do 14 sierpnia 2014 roku. Prawo do organizacji olimpiady norweskie miasto zdobyło w 2010 r., pokonując w głosowaniu stosunkiem głosów 95–47 bułgarską Albenę.
Do rywalizacji na dystansie 11 rund zgłoszono łącznie 313 drużyn (177 w turnieju mężczyzn oraz 136 w turnieju kobiet) i 1557 szachistów (882 w turnieju mężczyzn oraz 675 w turnieju kobiet).

## Olimpiada szachowa mężczyzn (otwarta)

### Wyniki
Wyniki końcowe czołówki (177 drużyn, system szwajcarski, 11 rund).
| Miejsce | Kraj              | Punkty | Punkty dodatkowe |
| ------- | ----------------- | ------ | ---------------- |
| 1       | Chiny             | 19     | 422,5            |
| 2       | Węgry             | 17     | 372              |
| 3       | Indie             | 17     | 371,5            |
| 4       | Rosja             | 17     | 352              |
| 5       | Azerbejdżan       | 17     | 345              |
| 6       | Ukraina           | 16     | 377,5            |
| 7       | Kuba              | 16     | 361              |
| 8       | Armenia           | 16     | 350,5            |
| 9       | Izrael            | 16     | 348              |
| 10      | Hiszpania         | 16     | 334,5            |
| 11      | Białoruś          | 16     | 304,5            |
| 12      | Holandia          | 15     | 367,5            |
| 13      | Francja           | 15     | 357,5            |
| 14      | Stany Zjednoczone | 15     | 348              |
| 15      | Polska            | 15     | 335,5            |
| 16      | Serbia            | 15     | 324              |
| 17      | Uzbekistan        | 15     | 320,5            |
| 18      | Argentyna         | 15     | 316              |
| 19      | Peru              | 15     | 313              |
| 20      | Rumunia           | 15     | 310              |

| Miejsce | Kraj                 | Punkty | Punkty dodatkowe |
| ------- | -------------------- | ------ | ---------------- |
| 21      | Turcja               | 15     | 295,5            |
| 22      | Brazylia             | 15     | 291,5            |
| 23      | Egipt                | 15     | 284              |
| 24      | Chorwacja            | 14     | 343              |
| 25      | Bułgaria             | 14     | 335,5            |
| 26      | Czechy               | 14     | 324,5            |
| 27      | Wietnam              | 14     | 324              |
| 28      | Anglia               | 14     | 314              |
| 29      | Norwegia             | 14     | 309,5            |
| 30      | Niemcy               | 14     | 304,5            |
| 31      | Australia            | 14     | 275              |
| 32      | Finlandia            | 14     | 272,5            |
| 33      | Szwecja              | 14     | 270,5            |
| 34      | Kirgistan            | 14     | 247,5            |
| 35      | Łotwa                | 13     | 297              |
| 36      | Grecja               | 13     | 293              |
| 37      | Słowacja             | 13     | 289,5            |
| 38      | Słowenia             | 13     | 288,5            |
| 39      | Islandia             | 13     | 284,5            |
| 40      | Bośnia i Hercegowina | 13     | 281,5            |

### Medaliści drużynowi
| Medale złote                                                               | Medale srebrne                                                                                    | Medale brązowe |
| Chiny 1. Wang Yue · 2. Ding Liren · 3. Yu Yangyi · 4. Ni Hua · 5. Wei Yi · | Węgry 1. Péter Lékó · 2. Csaba Balogh · 3. Zoltán Almási · 4. Richárd Rapport · 5. Judit Polgár · | Indie 1. Parimarjan Negi · 2. Panayappan Sethuraman · 3. Krishnan Sasikiran · 4. Baskaran Adhiban · 5. Lalith Babu · |

### Medaliści za wyniki indywidualne
| Szachownica | Złote                  | Złote | Srebrne                    | Srebrne | Brązowe             | Brązowe |
| I           | Weselin Topałow        | 2872  | Michael Adams              | 2839    | Anisz Giri          | 2836    |
| II          | Nguyễn Ngọc Trường Sơn | 2843  | Csaba Balogh               | 2839    | Ding Liren          | 2831    |
| III         | Yu Yangyi              | 2912  | Krishnan Sasikiran         | 2753    | Pawło Eljanow       | 2745    |
| IV          | Nikola Sedlak          | 2773  | Isan Reynaldo Ortiz Suarez | 2766    | Ni Hua              | 2723    |
| V           | Samuel Shankland       | 2831  | Ołeksandr Moisejenko       | 2714    | Jan Niepomniaszczij | 2650    |

### Wyniki reprezentantów Polski
| Runda | Państwo                      | Szach. 1 R. Wojtaszek 2735 | Szach. 1 R. Wojtaszek 2735 | Szach. 2 G. Gajewski 2659 | Szach. 2 G. Gajewski 2659 | Szach. 3 J-K. Duda 2576 | Szach. 3 J-K. Duda 2576 | Szach. 4 M. Bartel 2640 | Szach. 4 M. Bartel 2640 | Szach. 5 B. Soćko 2612 | Szach. 5 B. Soćko 2612 | Wynik |
| ----- | ---------------------------- | -------------------------- | -------------------------- | ------------------------- | ------------------------- | ----------------------- | ----------------------- | ----------------------- | ----------------------- | ---------------------- | ---------------------- | ----- |
| 1     | Angola                       |                            |                            | E. Pascoal 2181           | 1                         | C. Domingos 2280        | 1                       | A. Agnelo 2225          | 1                       | J. Simoes 2245         | 1                      | 4     |
| 2     | Nowa Zelandia                |                            |                            | Wang Puchen 2449          | ½                         | R. Dive 2318            | 1                       | Li Zuhao 2365           | ½                       | A. Ker 2316            | 1                      | 3     |
| 3     | Kuba                         | L. Domínguez 2760          | ½                          |                           |                           | L. Bruzón 2664          | ½                       | Y. Quezada 2649         | ½                       | I. Ortiz Suarez 2603   | ½                      | 2     |
| 4     | Norwegia                     | M. Carlsen 2877            | 0                          | S. Agdestein 2630         | ½                         | J. Hammer 2628          | ½                       | K. Lie 2528             | ½                       |                        |                        | 1½    |
| 5     | Zjednoczone Emiraty Arabskie | S. Salem 2591              | 1                          | N. Omar 2350              | 1                         | J. Alhuwar 2277         | 1                       |                         |                         | I. Khouri 2225         | 1                      | 4     |
| 6     | Peru                         | J. Granda Zuñiga 2663      | ½                          | E. Córdova 2629           | ½                         | J. Cori Tello 2630      | 1                       | C. Cruz Sánchez 2553    | ½                       |                        |                        | 2½    |
| 7     | Bośnia i Hercegowina         | B. Predojević 2604         | 1                          | E. Dizdarević 2522        | ½                         | D. Stojanović 2503      | 1                       |                         |                         | D. Kadrić 2473         | ½                      | 3     |
| 8     | Francja                      | M. Vachier 2768            | ½                          | E. Bacrot 2720            | 0                         | R. Édouard 2680         | ½                       |                         |                         | W. Tkaczow 2624        | ½                      | 1½    |
| 9     | Szwajcaria                   | Y. Pelletier 2578          | 1                          |                           |                           | J. Gallagher 2473       | 1                       | N. Georgiadis 2448      | 1                       | O. Kurmann 2423        | ½                      | 3½    |
| 10    | Bułgaria                     | W. Topałow 2772            | 0                          | I. Czeparinow 2681        | 1                         | W. Jotow 2553           | 1                       | R. Dimitrow 2461        | ½                       |                        |                        | 2½    |
| 11    | Chiny                        | Wang Yue 2718              | ½                          | Ding Liren 2742           | 0                         | Yu Yangyi 2668          | 0                       | Ni Hua 2666             | ½                       |                        |                        | 1     |
|       |                              | 5 /9 Ruz=2746              | 5 /9 Ruz=2746              | 5 /9 Ruz=2597             | 5 /9 Ruz=2597             | 8½ /11 Ruz=2727         | 8½ /11 Ruz=2727         | 5 /8 Ruz=2584           | 5 /8 Ruz=2584           | 5 /7 Ruz=2574          | 5 /7 Ruz=2574          |       |

Oprócz reprezentacji narodowej, w drużynie Międzynarodowego Stowarzyszenia Szachistów Niewidomych wystąpiło również dwóch Polaków: Piotr Dukaczewski i Jacek Stachańczyk.

## Olimpiada szachowa kobiet

### Wyniki
Wyniki końcowe czołówki (136 drużyn, system szwajcarski, 11 rund).
| Miejsce | Kraj              | Punkty | Punkty dodatkowe |
| ------- | ----------------- | ------ | ---------------- |
| 1       | Rosja             | 20     | 420,5            |
| 2       | Chiny             | 18     | 406              |
| 3       | Ukraina           | 18     | 383              |
| 4       | Gruzja            | 17     | 390              |
| 5       | Armenia           | 17     | 350,5            |
| 6       | Kazachstan        | 17     | 320              |
| 7       | Polska            | 16     | 362              |
| 8       | Stany Zjednoczone | 16     | 339,5            |
| 9       | Niemcy            | 16     | 304              |
| 10      | Indie             | 15     | 380              |
| 11      | Rumunia           | 15     | 353,5            |
| 12      | Francja           | 15     | 351,5            |
| 13      | Hiszpania         | 15     | 346,5            |
| 14      | Bułgaria          | 15     | 334,5            |
| 15      | Holandia          | 15     | 311              |

| Miejsce | Kraj        | Punkty | Punkty dodatkowe |
| ------- | ----------- | ------ | ---------------- |
| 16      | Mongolia    | 15     | 307              |
| 17      | Słowacja    | 15     | 302,5            |
| 18      | Litwa       | 15     | 291              |
| 19      | Wietnam     | 14     | 339,5            |
| 20      | Iran        | 14     | 328              |
| 21      | Czechy      | 14     | 319,5            |
| 22      | Izrael      | 14     | 310,5            |
| 23      | Azerbejdżan | 14     | 291,5            |
| 24      | Szwajcaria  | 14     | 283,5            |
| 25      | Norwegia    | 14     | 268,5            |
| 26      | Argentyna   | 14     | 259              |
| 27      | Białoruś    | 13     | 300              |
| 28      | Szwecja     | 13     | 293.5            |
| 29      | Serbia      | 13     | 291              |
| 30      | Kuba        | 13     | 287,5            |

### Medalistki drużynowe
| Medale złote | Medale srebrne                                                                 | Medale brązowe                                                                                              |
| Rosja 1. Kateryna Łahno · 2. Walentina Gunina · 3. Aleksandra Kostieniuk · 4. Olga Giria · 5. Natalja Pogonina · | Chiny 1. Hou Yifan · 2. Ju Wenjun · 3. Zhao Xue · 4. Tan Zhongyi · 5. Guo Qi · | Ukraina 1. Anna Muzyczuk · 2. Marija Muzyczuk · 3. Anna Uszenina · 4. Natalija Żukowa · 5. Inna Haponenko · |

### Medalistki za wyniki indywidualne
| Szachownica | Złote                 | Złote | Srebrne            | Srebrne | Brązowe           | Brązowe |
| I           | Nana Dzagnidze        | 2719  | Hou Yifan          | 2671    | Pia Cramling      | 2659    |
| II          | Walentina Gunina      | 2651  | Bela Chotenaszwili | 2589    | Ju Wenjun         | 2564    |
| III         | Aleksandra Kostieniuk | 2639  | Ana Matnadze       | 2445    | Ellinor Frisk     | 2432    |
| IV          | Natalija Żukowa       | 2512  | Marta Bartel       | 2439    | Irina Bulmaga     | 2433    |
| V           | Padmini Rout          | 2584  | Guo Qi             | 2520    | Gulmira Dauletowa | 2486    |

### Wyniki reprezentantek Polski
| Runda | Państwo     | Szach. 1 M. Soćko 2470 | Szach. 1 M. Soćko 2470 | Szach. 2 J. Zawadzka 2398 | Szach. 2 J. Zawadzka 2398 | Szach. 3 K. Horowska 2380 | Szach. 3 K. Horowska 2380 | Szach. 4 M. Bartel 2359 | Szach. 4 M. Bartel 2359 | Szach. 5 K. Kulon 2301 | Szach. 5 K. Kulon 2301 | Wynik |
| ----- | ----------- | ---------------------- | ---------------------- | ------------------------- | ------------------------- | ------------------------- | ------------------------- | ----------------------- | ----------------------- | ---------------------- | ---------------------- | ----- |
| 1     | Algieria    | L. Meghara 1811        | 1                      |                           |                           | A. Mezioud 2052           | 1                         | S. Latreche 1972        | ½                       | H. Toubal 1938         | 1                      | 3½    |
| 2     | Czechy      | K. Havlíková 2215      | 1                      | K. Olšarová 2237          | 1                         | O. Sikorová 2289          | ½                         |                         |                         | T. Olšarová 2271       | 0                      | 2½    |
| 3     | Filipiny    | C. Camacho 2214        | ½                      | J. Frayna 2205            | ½                         | J. Fronda 2098            | 0                         | C. Perena 2165          | 1                       |                        |                        | 2     |
| 4     | Bułgaria    | A. Stefanowa 2505      | 0                      | I. Widenowa 2342          | 1                         |                           |                           | A. Nikołowa 2325        | ½                       | E. Dżingarowa 2303     | 1                      | 2½    |
| 5     | Kazachstan  | G. Nachbajewa 2336     | ½                      | D. Sadwakasowa 2375       | ½                         | Ż. Abdumalik 2333         | 1                         |                         |                         | M. Dawletbajewa 2289   | 1                      | 3     |
| 6     | Holandia    | A. Haast 2324          | 1                      | L. Schut 2317             | 1                         | B. Muhren 2314            | 0                         | T. Łanczawa 2276        | 1                       |                        |                        | 3     |
| 7     | Francja     | M. Sebag 2480          | 0                      |                           |                           | S. Milliet 2385           | ½                         | P. Guichard 2317        | 1                       | S. Collas 2316         | ½                      | 2     |
| 8     | Chiny       | Hou Yifan 2661         | 0                      | Ju Wenjun 2559            | ½                         |                           |                           | Zhao Xue 2508           | ½                       | Guo Qi 2453            | 0                      | 1     |
| 9     | Mongolia    | B. Möngöntuul 2410     | 0                      | T. Batczimeg 2346         | 1                         | B. Bayarmaa 2109          | 1                         | B. Ankhchimeg 2123      | ½                       |                        |                        | 2½    |
| 10    | Gruzja      | N. Dzagnidze 2550      | 0                      | B. Chotenaszwili 2494     | 0                         | S. Melia 2475             | ½                         | N. Baciaszwili 2435     | ½                       |                        |                        | 1     |
| 11    | Azerbejdżan | Z. Məmmədyarova 2229   | 1                      | G. Məmmədova 2334         | ½                         | K. Abdulla 2286           | 1                         | T. Məmmədyarova 2274    | 1                       |                        |                        | 3½    |
|       |             | 5 /11 Ruz=2327         | 5 /11 Ruz=2327         | 6 /9 Ruz=2482             | 6 /9 Ruz=2482             | 5½ /9 Ruz=2340            | 5½ /9 Ruz=2340            | 6½ /9 Ruz=2439          | 6½ /9 Ruz=2439          | 3½ /6 Ruz=2319         | 3½ /6 Ruz=2319         |       |

Oprócz reprezentacji narodowej, w drużynie Międzynarodowego Stowarzyszenia Szachistek Niewidomych wystąpiły również dwie Polki: Anna Stolarczyk i Teresa Dębowska.